# Ostasiatischer Frühabendsegler
Der Ostasiatische Frühabendsegler (Ia io) ist eine Fledermausart aus der Familie der Glattnasen (Vespertilionidae). Sie dürfte eng mit den Breitflügelfledermäusen (Eptesicus) verwandt sein. Diese Fledermaus ist in weiten Teilen Ost- und Südostasiens verbreitet.

## Merkmale

### Allgemeine Merkmale
Der Ostasiatische Frühabendsegler ist eine große Fledermaus und erreicht eine Kopf-Rumpf-Länge von 9,0 bis 10,5 Zentimetern; der Unterarm ist 7,1 bis 8 Zentimeter lang, wodurch sie weltweit zu den größten Arten der Fledermäuse gehört. Der fünfte Finger ist sehr kurz und reicht maximal bis zur Hälfte oder zwei Dritteln des ersten Fingerknochens des ersten Fingers. Das Fell ist an der Oberseite braun und an der Unterseite gräulich braun gefärbt. Das Gesicht ist nackt und die Ohren dicht behaart, sie erreichen eine Länge von 22 bis 29 Millimeter. Die Schwanzlänge beträgt 6,1 bis 8,3 Zentimeter und der Schwanz ragt leicht über die Schwanzflughaut hinaus.

### Merkmale des Schädels
Der Schädel von Ia io hat eine maximale Länge von 27 Millimetern und eine Breite im Bereich der Jochbögen von 16,7 bis 17,0 Millimetern. Er ist kräftig ausgebildet und besitzt einen gut ausgebildeten Sagittalkamm. Der Basisphenoid ist länger als breit, der Gaumen ist schmal.
| 2 | · | 1 | · | 2 | · | 3 | = 34 |
| 3 | · | 1 | · | 2 | · | 3 | = 34 |

Die Art hat zwei Schneidezähne (Incisivi), einen Eckzahn (Caninus), zwei Vorbackenzahn (Praemolar) und drei Backenzähne (Molares) in einer Oberkieferhälfte und drei Schneidezähne, einen Eckzahn, zwei Vorbackenzähne und drei Backenzähne in einer Unterkieferhälfte. Insgesamt besitzen die Tiere 34 Zähne. Der äußere Schneidezahn im Oberkiefer ist reduziert mit flacher Zahnkrone und ohne mittlere Spitze. Der Eckzahn und der erste Vorbackenzahn stehen eng beieinander.

## Verbreitung

Verbreitungsgebiet von Ia io

Die Fledermaus ist über weite Teile Ost- und Südostasiens vom südlichen und zentralen China und dem nördlichen Indien und Nepal bis nach Myanmar, Vietnam, Laos und Thailand verbreitet. In Indien kommt sie in Assam und Meghalaya vor, in China in den Provinzen Sichuan, Guizhou, Anhui, Jiangxi, Hunan, Guangxi, Jiangsu, Yunnan, Shaanxi und Hubei.
Die Höhenverbreitung liegt zwischen 200 und 1.700 Meter.

## Lebensweise
Über ihre Lebensweise ist nicht viel bekannt. Als Schlafplatz dienen ihr vor allem Höhlen. Ihre Nahrung besteht, wie bei den meisten Glattnasen, vor allem aus Insekten, wobei sie ihren Schlafplatz schon am späten Nachmittag verlässt und auf Nahrungssuche geht und früh zurückkehrt.  Wie beim Riesenabendsegler (Nyctalus lasiopterus) und der Nyctalus aviator konnte jedoch auch für Ia io nachgewiesen werden, dass sie regelmäßig Vögel erbeutet und sich von diesen ernährt.
In den Wintermonaten dürfte sie in wärmere Regionen wandern.

## Systematik
Der Ostasiatische Frühabendsegler wurde von Oldfield Thomas 1902 erstmals wissenschaftlich beschrieben. Er ordnete ihn als einzige Art in die ebenfalls von ihm beschriebene Gattung Ia innerhalb der Glattnasen (Vespertilionidae) ein, die bis heute monotypisch ist. Mit Ia beaulieui Bourret, 1942 und Ia longimana Pen, 1962 wurden zwar zwei weitere Arten beschrieben, beide gelten jedoch als Synonyme von Ia io. Innerhalb der Art werden neben der Nominatform keine weiteren Unterarten unterschieden.
Als nächste Verwandte innerhalb der Glattnasen gilt die ebenfalls in Südasien verbreitete Scotomanes ornatus, die in molekularbiologischen Analysen als Schwesterart identifiziert wurde. Schwestertaxon dieser gemeinsamen Gruppe sind die Breitflügelfledermäuse (Gattung Eptesicus).
Die wissenschaftliche Bezeichnung Ia io ist, neben der des Dinosauriers Yi qi, der kürzeste vom International Code of Zoological Nomenclature (ICZN) anerkannte binomiale Artname.

## Gefährdung
Die IUCN listet die Art aufgrund ihres großen Verbreitungsgebiets und der angenommen hohen Bestandszahlen als nicht gefährdet („least concern“). Generelle Bedrohungen für die Art sind nicht bekannt, lokal ist sie jedoch von Lebensraumveränderungen betroffen. In Südasien spielt vor allem die Entwaldung und die Umwandlung ehemaliger Waldflächen in landwirtschaftlich genutzte Gebiete eine Rolle. Zusätzlich kommt es häufig zu Störungen in den Höhlen, die als Quartiere genutzt werden.